# Louis-André-Gabriel Bouchet
Louis-André-Gabriel Bouchet (* 1759 in Paris; † 1842) war ein französischer Porträt- und Historienmaler des Klassizismus.

## Leben und Wirken
Louis-André-Gabriel Bouchet war ein Schüler von Jacques-Louis David an der École des Beaux-Arts. Im Jahr 1797 wurde ihm der Prix de Rome zuerkannt. Bouchet präsentierte bis zum Jahr 1819 seine Werke im Salon de Paris. Heutzutage ist der Großteil seiner Werke unter anderem in dem Musée Granet in Aix-en-Provence, dem Musée de Picardie in Amiens, dem Musée des Beaux-Arts in Angers, dem Musée Municipal in Compiègne, dem Institute of Arts in Detroit, dem Musée de Peinture et de Sculpture in Grenoble und dem Grand Trianon in Versailles aufgeführt und ausgestellt. Die Detroiter Werke gehörten zu einer größeren Komposition, in der das Familienbild das Zentrum bildet.

## Die Odyssee der Porträts von Napoléon und Joséphine
Im Auftrag von Kaiser Napoléons I. fertigte Bouchet im Jahr 1807 dessen Porträt als Pendant zu dem Werk von Kaiserin Joséphine an, das Robert Lefèvre im Jahr 1805 erstellt hatte. Napoléon schenkte diese beiden Porträts am 6. Dezember 1807 der Stadt Aachen, deren Inauguration am 1. Juni 1809 mit einer feierlichen Zeremonie abgehalten wurde, bei der Maire Cornelius von Guaita und Präfekt Jean Charles François de Ladoucette die Laudatio hielten.
Nach Napoléons Abdankung wurden die beiden Werke zunächst in einen „Verschlag“ zwischengelagert. König Friedrich Wilhelm III. orderte schließlich die Gemälde aufgrund ihres kunstgeschichtlichen Wertes nach Berlin. Die beiden Porträts wurden daraufhin von dem Aachener Maler Johann Ferdinand Jansen verpackt und im Dezember des Jahres 1816 an den Direktor der Königlich Preußischen Akademie der Künste Johann Gottfried Schadow in Berlin gesandt.
Zwischenzeitlich befanden sich diese Porträts dann eine Zeitlang auch im Berliner Stadtschloss. Nach einem Besuch des Aachener Oberbürgermeister Edmund Emundts am 15. Oktober 1840 bei König Friedrich Wilhelm IV., erhielt Emundts die Gemälde noch im gleichen Jahr am 11. Dezember zurück und ließ sie im Aachener Rathaus aufstellen. Friedrich Wilhelm IV. ließ sich daraufhin ein Jahr später von Carl Schmid Kopien der Porträts herstellen.
Am 12. Februar 1878 schmückten sie die erste Ausstellung des Aachener Museumsvereins in der Redoute Komphausbadstraße. Im Rahmen der Gründung seiner Stiftung zur Einrichtung eines Aachener Museums im Jahr 1882 stellte der Aachener Unternehmer und Kunstmäzen Barthold Suermondt die Bedingung, dass die Gemälde in den Bestand des neuen Museums integriert werden sollen. Über viele Jahrzehnte befanden sie sich daraufhin im Suermondt-Ludwig-Museum und hängen ab 2011 erneut im Ratssaal des Aachener Rathauses.

## Werke (Auswahl)

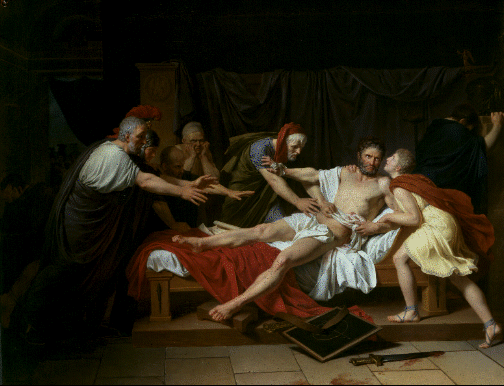
Tod Cato d.J.

Mit diesem Gemälde gewann er 1797 den Prix de Rome. Dieses Werk befindet sich heute in der École nationale supérieure des beaux-arts in Paris

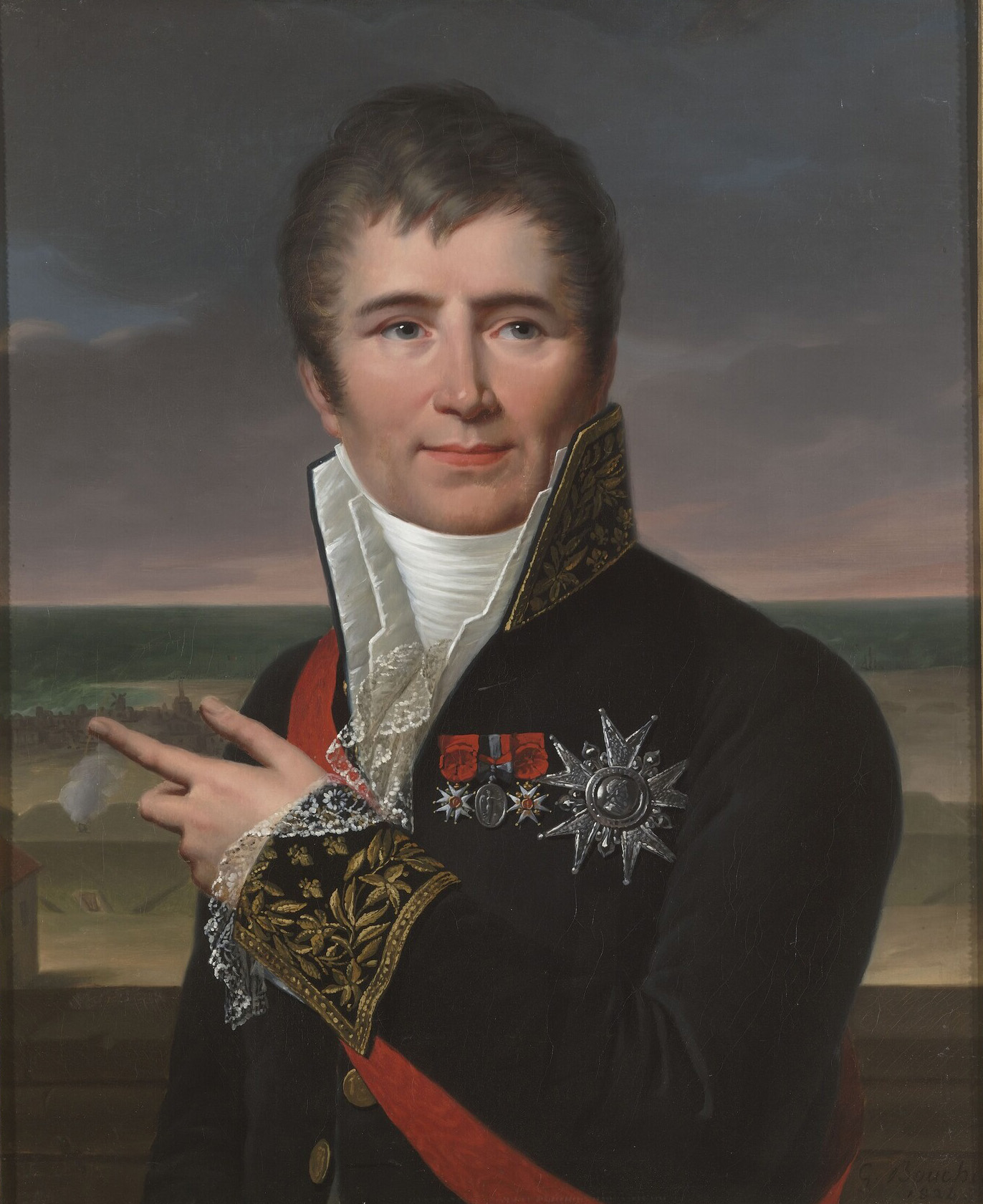
Porträt von Charles Henri Ver-Huell, französischer Admiral

- 1791 Daniel séparant le deux vieillards qui avaient accusé Suzanne – Daniel trennt die beiden Ankläger der Susanne, sein Debüt im Pariser Salon.
- 1797 Tod Marcus Porcius Cato der Jüngere, Rompreis
- 1798 Le Portrait de la citoyenne Saint-Aubin dans le rôle de Lisbeth – Bildnis der Bürgerin St.-Aubin in der Rolle der Lisbeth, Pariser Salon
- 1798 Porträt von Dillon, General-Prüfer der neuen Gewichte und Maße.[5]
- 1798 Porträt von Cessart, General-Inspektor der Brücken und Straßen[5]
- 1798 "Porträt der Bürger von Perregot."[5]
- 1800 Un Spartiate donnant des armes à son fils – Spartaner bewaffnet seinen Sohn und nimmt ihn den Schwur ab, sein Vaterland zu verteidigen
- 1801 Cléobule erteilt seiner Tochter Unterricht in der Weisheit[5]
- 1802 Aria et Paetus se donnant la mort – Tod der Arria und des Pätus, Musée d'Amiens
- 1804 Ein verletzter römischer Soldat
- 1804 Paris erwählt die Schönste
- 1804 La Jeunesse entrainée par la Frivolité et retenue par l'Étude, Allegorie
- 1806 Porträts"[5]
- 1807 Napoléon Pendant zu Joséphine (1805) von Robert Lefèvre, Rathaus in Aachen
- 1808 L'entrevue de Saint Antoine et de Saint Paul dans le désert - Unterredung des hl. Antonius und des hl.Paulus in der Wüste
- 1810 Porträt des comte de l'impire Bigot de Préameneu, Kultusminister
- 1812 Porträts[5]
- 1814 Homère déclamant ses poèmes - Homer seine Gesänge vortragend, Musée d'Angers
- 1817 Christus und Maria Magdalene am Fuß des Kreuzes
- 1819 Hazaël rendant Mentor à Télémaque - Mentor und Telemach, Musée de Grenoble
- Auguste et Cinna,[6] im Grand Trianon
- Louis XVIII. Porträt in Krönungskleidung, Musée d'Aix en Provence
- Napoléon I. als Imperator Porträt, Musée de Versailles; kgl. Schloss in Berlin
- Hector Isabey (1797–1814), sign., Öl auf Leinwand, 141 × 98 cm (55,5 × 38,6 in). 1994 Auktion.
- Eugenie Isabey (1803–1886), Öl auf Leinwand, 141 × 98 cm (55,5 × 38,6 in). 1994 Auktion.
- Alexandrine Isabey (1791–1871), Madame Charles Ciceri, sign., Öl auf Leinwand, 141 × 98 cm (55,5 × 38,6 in). 1994 Auktion.
- Mme. H. und ihre Kinder, 1815, Öl auf Leinwand, 165, 4 × 122, 6 cm (65 1/8 × 48 1/4 in). Eugene Fuller Memorial Collection, 62.75 Seattle Art Museum The Collection Holocaust Provenance.
- Die drei Schwestern. Dieses Werk wurde 1955 von Leo M. Butzel dem Detroit Institute of Arts als Erinnerung an seine Frau geschenkt.
- Familienbild Öl auf Leinwand,  H 44 3/4 inches x B 28 3/8 inches. 1927 von Herr und Frau Edgar B. Whitcomb dem Detroit Institute of Arts gestiftet.